# Cristian Nazarith
Cristian Nazarith (Cali, 13 de Agosto de 1990) é um futebolista colombiano que disputou os Jogos Pan-americanos de 2007. Joga atualmente no Chicago Fire dos Estados Unidos